# Benzo(b)fluoranthen
Benzo[b]fluoranthen ist eine chemische Verbindung aus der Gruppe der polycyclischen aromatischen Kohlenwasserstoffe (PAK) und enthält vier verbundene Sechsringe und einen Fünfring.

## Eigenschaften
Benzo[b]fluoranthen ist ein brennbarer weißer Feststoff, der praktisch unlöslich in Wasser ist.

## Verwendung
Benzo[b]fluoranthen wird nur im Labormaßstab als Referenz zur Analyse verwendet.